# VfBシュトゥットガルトの選手一覧
VfBシュトゥットガルトの選手一覧は、ドイツのシュトゥットガルトに本拠地を置くVfBシュトゥットガルトに現在在籍しているまたは過去に在籍していた選手・監督の一覧である。

## 現所属メンバー
2025年2月3日現在
注：選手の国籍表記はFIFAの定めた代表資格ルールに基づく。
| No. | Pos. |                          | 選手名                             |
| --- | ---- | ------------------------ | ---------------------------------- |
| 1   | GK   | ドイツ                   | ファビアン・ブレドロウ             |
| 2   | DF   | ベルギー                 | アミーン・アル＝ダヒル () ★        |
| 3   | DF   | オランダ                 | ラモン・ヘンドリクス ★             |
| 4   | DF   | ドイツ                   | ヨシュア・ヴァグノマン ()          |
| 5   | MF   | ドイツ                   | ヤニク・カイテル ★                 |
| 6   | MF   | ドイツ                   | アンジェロ・スティラー             |
| 7   | DF   | ドイツ                   | マクシミリアン・ミッテルシュテット |
| 8   | MF   | フランス                 | エンゾ・ミロー ()                  |
| 9   | FW   | ボスニア・ヘルツェゴビナ | エルメディン・デミロヴィッチ ★     |
| 10  | FW   | マリ共和国               | エル・ビラル・トゥーレ () ★        |
| 11  | FW   | ドイツ                   | ニック・ウォルトメイド ★           |
| 14  | DF   | スイス                   | ルカ・ジャック () ★                |
| 15  | DF   | ドイツ                   | パスカル・シュテンツェル           |
| 16  | MF   | トルコ                   | アタカン・カラソル ()              |
| 17  | FW   | ドイツ                   | ジャスティン・ディール () ★        |
| 18  | FW   | ドイツ                   | ジェイミー・レヴェリング () ★      |
| 19  | FW   | デンマーク               | ワヒド・ファギル ()                |

| No. | Pos. |            | 選手名                        |
| --- | ---- | ---------- | ----------------------------- |
| 20  | DF   | スイス     | レオニダス・ステルギウ ()     |
| 21  | GK   | ドイツ     | ステファン・ドルリャーカ () ★ |
| 22  | FW   | ドイツ     | トーマス・カスタナラス ()     |
| 23  | DF   | フランス   | ダン＝アクセル・ザガドゥ ()   |
| 24  | DF   | ドイツ     | ジェフ・シャボー () ★         |
| 25  | FW   | デンマーク | ヤコブ・ブルーン・ラーセン ★  |
| 26  | FW   | ドイツ     | デニズ・ウンダフ ()           |
| 27  | FW   | ドイツ     | クリス・ヒューリッヒ          |
| 28  | MF   | デンマーク | ニコラス・ナーティ ()         |
| 29  | DF   | ドイツ     | フィン・ジェルチ ★            |
| 32  | MF   | スイス     | ファビアン・リーダー ★        |
| 33  | GK   | ドイツ     | アレクサンダー・ニューベル    |
| 36  | MF   | ドイツ     | ラウリン・ウルリッヒ          |
| 40  | FW   | ドイツ     | ルカ・ライムンド ★            |
| 41  | GK   | ドイツ     | デニス・ザイメン ()           |
| 45  | DF   | 日本       | チェイス・アンリ () ★         |
| 53  | FW   | オランダ   | モハメド・サンコー ()         |

## 歴代監督
- エドワード・ハンニー 1924-1927
- コヴァーチ・ラヨス 1927-1929
- エミル・フリッツ 1930
- カール・プロイス 1930-1933
- ヴィリー・ラッツ 1933-1934
- エミル・グレンナー 1934-1935
- フリッツ・トイフェル 1935-1936
- レオンハルト・ザイデラー 1936-1939
- ヨゼフ・ペッティンガー 1939
- フリッツ・トイフェル 1945-1947
- ゲオルク・ヴァーザー 1947-1960
- クルト・バルセス 1960-1965
- ルディ・グーテンドルフ 1965-1966
- アルベルト・シング 1966-1967
- ガンター・バウマン 1967-1969
- ブランコ・ゼベツ 1970-1972
- ヘルマン・エッペンホフ 1972-1974
- アルベルト・シング 1974-1975
- シュタニ・イシュトヴァーン 1975-1976
- ユルゲン・サンダーマン 1976-1979
- ローター・バフマン 1979-1980
- ユルゲン・サンダーマン 1980-1982
- ヘルムート・ベンタウス 1982-1985
- オットー・バリッチ 1985-1986
- エゴン・コールデス1 1986-1987
- アリー・ハーン 1987-1990
- クリストフ・ダウム 1990-1994
- ヨアヒム・レーヴ 1996-1998
- ラルフ・ラングニック 1999-2001
- フェリックス・マガト 2001-2004
- マティアス・ザマー 2004-2005
- ジョバンニ・トラパットーニ 2005-2006
- アルミン・フェー 2006-2008.11
- マルクス・バッベル 2008.11-2009.12
- クリスティアン・グロス 2009.12-2010.10
- イェンス・ケラー 2010.10-2010.12
- ブルーノ・ラッバディア 2010.12-2013.8
- トーマス・シュナイダー 2013.8-2014.3
- フーブ・ステフェンス 2014.3-2014.6
- アルミン・フェー 2014.7-2014.11
- フーブ・ステフェンス 2014.11-2015.6
- アレクサンダー・ツォルニガー 2015.7-2015.11
- ユルゲン・クラムニー 2015.11-2016.5
- ヨス・ルフカイ 2016.7-2016.9
- オラフ・ヤンセン（暫定） 2016.9
- ハネス・ヴォルフ 2016.9-2018.1
- タイフン・コルクト 2018.1-2018.10
- アンドレアス・ヒンケル（暫定）  2018.10
- マルクス・ヴァインツィール 2018.10-2019.4
- ニコ・ヴィリヒ（暫定） 2019.4-2019.6
- ティム・ヴァルター 2019
- ペッレグリーノ・マタラッツォ 2020-2022
- ミヒャエル・ヴィマー（暫定） 2022
- ブルーノ・ラッバディア 2022-2023
- セバスティアン・ヘーネス 2023-

## 歴代所属選手

### GK
- アイケ・インメル 1986-1995
- ティモ・ヒルデブラント 1995-2007
- フランツ・ヴォールファールト 1996-2000
- ディエゴ・ベナリオ 2002-2005
- イェンス・レーマン 2008-2010
- スヴェン・ウルライヒ 2008-2015
- オディッセアス・ヴラホディモス 2015-2016
- ミッチェル・ランゲラック 2015-2017
- ロン＝ロベルト・ツィーラー 2017-2019
- グレゴール・コベル 2019-2021
- ファビアン・ブレドロウ 2019-
- フロリアン・ショック 2021-2024
- デニス・ザイメン（英語版） 2023-
- アレクサンダー・ニューベル 2023-
- ステファン・ドルリャーカ（英語版） 2024-

### DF
- ベルント・フェルスター 1977-1986
- カールハインツ・フェルスター 1977-1986
- ギド・ブッフバルト 1983-1994
- マティアス・ザマー 1990-1992
- トーマス・ベルトルト 1993-2000
- フィリップ・ラーム 2003-2005
- アントニオ・リュディガー 2012-2016
- 酒井高徳 2013-2015
- バンジャマン・パヴァール 2016-2019
- ホルガー・バトシュトゥバー 2017-2021
- ボルナ・ソサ 2018-2023
- パスカル・シュテンツェル 2019-
- コンスタンティノス・マヴロパノス 2020-2023
- ヴァルデマール・アントン 2020-2024
- 伊藤洋輝 2021-2024
- ヨシュア・ヴァグノマン 2022-
- ダン＝アクセル・ザガドゥ 2022-
- マクシミリアン・ミッテルシュテット 2023-
- レオニダス・ステルギウ 2023-
- アントニー・ルオー 2023-2025
- チェイス・アンリ 2024-
- ラモン・ヘンドリクス 2024-
- ジェフ・シャボー 2024-
- アミーン・アル＝ダヒル 2024-
- ルカ・ジャック（英語版） 2024-
- フィン・ジェルチ（英語版） 2025-

### MF
- ハンジ・ミュラー 1977-1982
- マウリツィオ・ガウディーノ 1987-1993
- ホセ・バスアルド 1989-1991
- マティアス・ザマー 1990-1992
- トーマス・シュトルンツ 1992-1995
- ドゥンガ 1993-1995
- クラシミール・バラコフ 1995-2003
- クリスティアン・ゲントナー 2004-2007, 2010-2019
- イェスパー・グレンケア 2005-2006
- サミ・ケディラ 2006-2010
- アレクサンドル・フレブ 2009-2010
- マウロ・カモラネージ 2010-2011
- フィリップ・コスティッチ 2014-2016
- 細貝萌 2016-2017
- ロベルト・マッシモ 2018-2024
- アタカン・カラソル 2019-
- 遠藤航 2019-2023
- ニコラス・ナーティ 2019-
- リリアン・エグロフ 2020-2024
- エンゾ・ミロー 2021-
- ラウリン・ウルリッヒ 2022-2024
- 原口元気 2023-2024
- チョン・ウヨン 2023-2024
- アンジェロ・スティラー 2023-
- マフムド・ダフード 2024.2-6
- ヤニク・カイテル（英語版） 2024-
- フランス・クレツィヒ 2024-2025
- ファビアン・リーダー 2024-

### FW
- ディディエ・シクス 1981-1983
- ディーター・ミュラー 1981-1982
- ユルゲン・クリンスマン 1984-1989
- アドリアン・クヌップ 1992-1994
- フレディ・ボビッチ 1994-1999
- エウベル 1994-1997
- フロリン・ラドチョウ 1997-1998
- ケヴィン・クラニー 2001-2005
- カカウ 2003-2014
- マリオ・ゴメス 2003-2009, 2018-2020
- イェスパー・グレンケア 2005-2006
- ヨン・ダール・トマソン 2005-2007
- チプリアン・マリカ 2007-2011
- 岡崎慎司 2011-2013
- ヴェダド・イビシェヴィッチ 2012-2015
- ティモ・ヴェルナー 2013-2016
- 浅野拓磨 2016-2018
- ヤコブ・ブルーン・ラーセン 2018, 2025-
- サイラス 2019-2024
- モハメド・サンコー 2021-
- クリス・ヒューリッヒ 2021-
- ワヒド・ファギル 2021-
- トーマス・カスタナラス（英語版） 2022-
- フアン・ホセ・ペレア 2022-
- ルカ・ファイファー（英語版） 2022-
- セール・ギラシ 2022-2024
- ヨヴァン・ミロシェヴィッチ 2023-2025
- ジェイミー・レヴェリング 2023-
- デニズ・ウンダフ 2023-2024, 2024-
- ルカ・ライムンド（英語版） 2024-
- ジャスティン・ディール（英語版） 2024-
- ニック・ウォルトメイド 2024-
- エルメディン・デミロヴィッチ 2024-
- エル・ビラル・トゥーレ 2024-

## 歴代主将
| 期間      | 選手                           |
| --------- | ------------------------------ |
| 1963-1968 | ギュンター・サヴィツキ         |
| 1968-1970 | テオドル・ホフマン             |
| 1970-1971 | ハンス・アイズール             |
| 1971-1973 | ホルスト・ケッペル             |
| 1973-1974 | ラインホルト・ゼフ             |
| 1974-1975 | ヨハン・エットマイヤー         |
| 1975-1982 | ヘアマン・オフリヒャー         |
| 1982-1983 | ベルント・フェルスター         |
| 1983-1986 | カール＝ハインツ・フェルスター |
| 1986-1994 | ギド・ブッフバルト             |
| 1994-1996 | トーマス・ベルトルト           |
| 1996-1999 | フランク・フェルラート         |
| 1999-2000 | クラシミール・バラコフ         |
| 2000-2006 | ズヴォニミル・ソルド           |
| 2006-2008 | フェルナンド・メイラ           |
| 2008-2009 | トーマス・ヒッツルスペルガー   |
| 2009-2012 | マチュー・デルピエール         |
| 2012-2013 | ザーダール・タスキ             |
| 2013-2019 | クリスティアン・ゲントナー     |
| 2019-2020 | マルク＝オリヴァー・ケンプフ   |
| 2020-2021 | ゴンサロ・カストロ             |
| 2021-2023 | 遠藤航                         |
| 2023-2024 | ヴァルデマール・アントン       |
| 2024-     | アタカン・カラソル             |

## 個人記録

### 最多試合出場
| # | 選手                     | 出場数 | 在籍期間  |
| - | ------------------------ | ------ | --------- |
| 1 | カール・アルゲヴァー     | 410    | 1980-1991 |
| 2 | ロベルト・シュリエンツ   | 401    | 1945-1960 |
| 3 | ギュンター・シェーファー | 396    | 1980-1996 |
| 4 | ヘアマン・オフリヒャー   | 388    | 1973-1985 |
| 5 | ギド・ブッフヴァルト     | 386    | 1983-1994 |

| # | 選手                   | 得点数 | 在籍期間  |
| - | ---------------------- | ------ | --------- |
| 1 | カール・アルゲヴァー   | 164    | 1980-1991 |
| 2 | ロベルト・シュリエンツ | 144    | 1945-1960 |
| 3 | ロルフ・ブレッシング   | 127    | 1948-1961 |
| 4 | ヘアマン・オフリヒャー | 127    | 1973-1985 |
| 5 | フリッツ・ヴァルター   | 123    | 1987-1994 |